# Pseudorchis
Pseudorchis é um género botânico pertencente à família das orquídeas (Orchidaceae).